# Mabel Lapacó

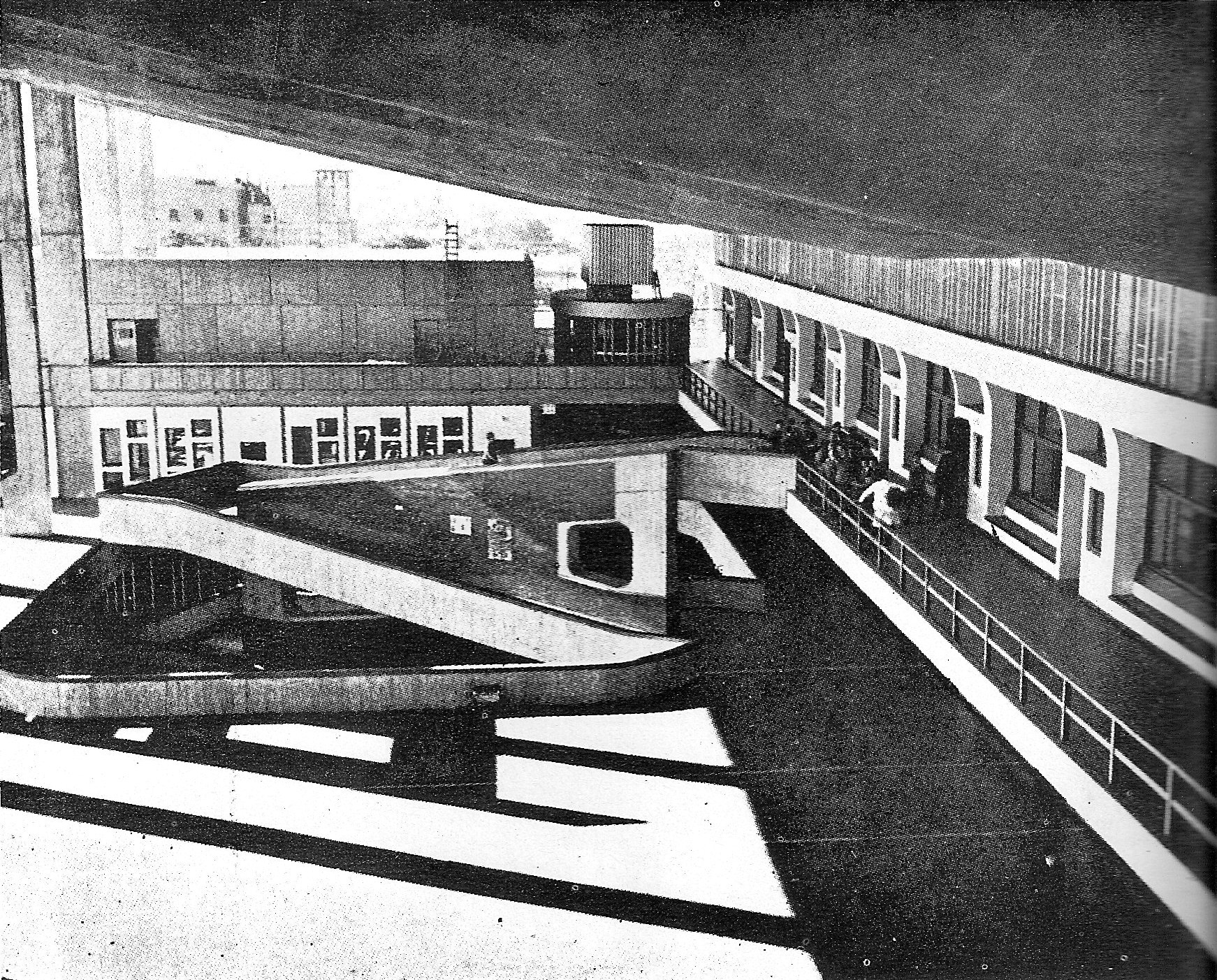
Escuela Manuel Belgrano, Mabel Lapacó, Osvaldo Bidinost, Jorge Chute, José Gassó y Martín Meyer

Mabel “Lula” Lapacó (Rivera, 1930-Buenos Aires, 22 de enero de 2016) fue una arquitecta argentina, coautora de la Escuela Superior de Comercio Manuel Belgrano de Córdoba, una de las obras paradigmáticas del brutalismo argentino.

## Trayectoria
Mabel Lapacó estudió en la Facultad de Arquitectura, Diseño y Urbanismo (Universidad de Buenos Aires), donde conoció a Osvaldo Bidinost que se convirtió en su compañero de trabajo y de vida desde ese momento. Lapacó y Bidinost participaron, desde fines de los 50, en numerosos concursos de proyectos y anteproyectos. Ambos creían que era mediante esta herramienta que se podía acceder de manera democrática a la producción de obra. Obtuvieron numerosos premios y menciones, entre los que cabe destacar el segundo premio para el Concurso para dos Hospitales de 30 camas en Misiones, junto a Jorge Togneri (1957), el Concurso sede del Instituto de Previsión y Asistencia Social de la Provincia de Chaco (1958), el de Planificación de la Ciudad Universitaria de Córdoba, junto a José Gassó y Martín Meyer (1962) y el del Club Social y Atlético La Pampa Chivilcoy, con el mismo equipo de trabajo (1964).
En 1958 obtuvieron el encargo para la construcción de una obra en Buenos Aires, el edificio de San Benito de Palermo, donde además se encontraba la vivienda de los arquitectos. Este edificio se convierte en una referencia de habitación colectiva de la época por la flexibilidad de usos y el equipamiento incorporado de las unidades.
En 1960, junto al mismo equipo con quienes venía trabajando en la participación de concursos nacionales (conformado por Osvaldo Bidinost, Jorge Chute, José Gassó y Martín Meyer), Lapacó participa en el concurso nacional organizado por la SCA, para la construcción de la Escuela Superior de Comercio Manuel Belgrano de Córdoba, proyecto por el que obtuvieron el primer premio. La obra se terminó de construir en 1971 y contenía una relectura crítica de la obra de Le Corbusier en su etapa “expresiva” posterior a la Unité d’Habitation. Pero además de la insoslayable influencia corbusierana la obra se presenta como una síntesis innovadora, articuladora de intereses político pedagógicos progresistas, inéditos para la provincia en ese momento, con particularidades culturales locales. La escuela es posiblemente la última exponente de una concepción (heredada de cierta tradición “sarmientina” y del primer centenario) que dotaba al edificio educativo de características propias de un palacio para denotar la importancia de la educación como pilar de la sociedad, aunque trastocándolo con un lenguaje y propuesta pedagógica absolutamente de avanzada. Esta dimensión de la obra fue injustamente olvidada durante décadas, hasta su tardío rescate por la crítica local e internacional y su participación en “Latin America in Construction: Architecture 1955-1980″, la exposición organizada por el MoMA en 2015.
En la década de los 60, Lapacó sigue trabajando junto a su socio y compañero realizando destacadas obras como la casa Lapacó en Tres Cruces (1961) y la casa Goldstein en Pinamar (1967), ambas vinculadas a la arquitectura de Antonio Bonet y las búsquedas alternativas enmarcadas en el paradigma de la arquitectura moderna pero que procuraban connotarlo de particularidades locales.
La casa en Pinamar expresa estas preocupaciones en una síntesis superadora para una propuesta doméstica, que capitaliza la presencia de la playa y la topografía cambiante de las dunas. La vivienda se proyecta como una “cuña” que enfrenta al viento, encerrando un patio mediterráneo y aprovechando las vistas, y con una excelente resolución constructiva.
Mabel Lapacó perteneció al pequeño grupo de arquitectos y de docentes que se jugó su prestigio, carrera y seguridad contra la imposición del modelo de la dictadura militar que cubrió los años de 1966 a 1973. Luego de la última dictadura cívico militar, no volvió a ejercer la docencia.
En esos años difíciles Bidinost y Lapacó disolvieron el estudio de arquitectura que tenían en Belgrano en la calle Virrey Olaguer y Feliú. Él quedó poco tiempo a cargo del Taller en la Universidad Nacional de La Plata, ya que también fue perseguido por su militancia y tuvo que vivir varios meses en la clandestinidad. En ese momento Lapacó dejó la práctica particular de la profesión y se dedicó al ejercicio de la misma desde la función pública, quedando sola al cuidado de sus tres hijas mientras Osvaldo Bidinost permanecía detenido desaparecido por motivos políticos. Lapacó trabajó en la función pública en la entonces municipalidad de Buenos Aires desde principios de los 70 hasta su jubilación, específicamente en el área de Arquitectura Hospitalaria, llegando a ejercer un alto cargo. Muchas renovaciones de guardias de hospitales públicos porteños y sus marquesinas son de su autoría, aunque permanezcan anónimos.
Se separó tempranamente de Bidinost y, luego de criar a sus hijas, vivió sola hasta su muerte el 22 de enero de 2016.